# كاري لويل
كاري لويل (بالإنجليزية: Carey Lowell)‏ (ولدت في 11 فبراير 1961) ممثلة وعارضة أزياء أمريكية سابقة.